# Manfred Seissler
Manfred Seissler, nato Seißler (8 agosto 1939), è un ex calciatore e allenatore di calcio tedesco naturalizzato statunitense.

## Carriera

### Club
Formatosi nell'Hessen Kessel, con i quali esordì anche in prima squadra, nel 1963 passò al Pforzheim e due anni dopo all'Eintracht Trier.
Nel 1967 passa agli statunitensi del Pittsburgh Phantoms, società militante nella NPSL. Con i Phantoms si piazzerà al sesto ed ultimo posto della Eastern Division.
La stagione seguente passa ai Kansas City Spurs, con cui prende parte alla prima stagione della NASL. Con gli Spurs raggiunge le semifinali del campionato, da cui vengono estromessi dai San Diego Toros.
La stagione successiva, sempre con gli Spurs, sopravanzando di un punto gli Atlanta Chiefs, si aggiudica con la sua squadra la vittoria finale. Giocò anche nella decisiva vittoria contro i Baltimore Bays. Nella NASL 1970 Seissler ed i suoi spurs giungono al secondo posto della Northern Division, dietro ai futuri campioni nazionali Rochester Lancers.
Nel 1971 passa ai Rochester Lancers, con cui giocherà sino alla stagione 1973, durante la quale verrà ceduto ai Montréal Olympique. In entrambe le stagioni terminate con i Lancers, 1971 e 1972,  Seissler arriverà a disputare le semifinali della competizione nordamericana. Con i Lancers partecipa alla CONCACAF Champions' Cup 1971, unica franchigia della NASL a partecipare alla massima competizione nordamericana per club: chiuse la coppa al quarto posto della fase finale del torneo.
Durante la stagione 1973 viene ceduto al Montréal Olympique. Con i canadesi ottenne il secondo posto della Northern Division.
Nel 1974 ha una breve esperienza come allenatore-giocatore degli Syracuse Suns che lascerà nel corso della stagione per tornare a giocare nei Rochester Lancers. Con i Lancers chiuderà la stagione al terzo posto della Northern Division.

### Nazionale
Naturalizzato statunitense, Seissler viene convocato con la selezione nordamericana per l'amichevole con la Polonia del 20 marzo 1973, che vedrà l'affermazione degli slavi per 4 a 0. Seissler, partito titolare, nel corso della partita verrà sostituito al 58º minuto da Siegfried Stritzl.

## Statistiche

### Cronologia presenze e reti in Nazionale
| Cronologia completa delle presenze e delle reti in nazionale ― Stati Uniti | Cronologia completa delle presenze e delle reti in nazionale ― Stati Uniti | Cronologia completa delle presenze e delle reti in nazionale ― Stati Uniti | Cronologia completa delle presenze e delle reti in nazionale ― Stati Uniti | Cronologia completa delle presenze e delle reti in nazionale ― Stati Uniti | Cronologia completa delle presenze e delle reti in nazionale ― Stati Uniti | Cronologia completa delle presenze e delle reti in nazionale ― Stati Uniti | Cronologia completa delle presenze e delle reti in nazionale ― Stati Uniti |
| Data                                                                       | Città                                                                      | In casa                                                                    | Risultato                                                                  | Ospiti                                                                     | Competizione                                                               | Reti                                                                       | Note                                                                       |
| -------------------------------------------------------------------------- | -------------------------------------------------------------------------- | -------------------------------------------------------------------------- | -------------------------------------------------------------------------- | -------------------------------------------------------------------------- | -------------------------------------------------------------------------- | -------------------------------------------------------------------------- | -------------------------------------------------------------------------- |
| 20-3-1973                                                                  | Łódź                                                                       | Polonia                                                                    | 4 – 0                                                                      | Stati Uniti                                                                | Amichevole                                                                 | -                                                                          |                                                                            |
| Totale                                                                     |                                                                            | Presenze                                                                   | 1                                                                          |                                                                            | Reti                                                                       | 0                                                                          |                                                                            |

## Palmarès
- Campionato NASL: 1

Kansas City Spurs: 1969